# Marianne Winge
Marianne Winge (21 febbraio 1974) è un'ex sciatrice alpina norvegese.

## Biografia
Specialista delle prove tecniche originaria di Oslo, la Winge debuttò in campo internazionale in occasione dei Mondiali juniores di Monte Campione/Colere 1993; in Coppa del Mondo esordì l'8 gennaio 1995 a Haus in slalom gigante, senza completare la prova, e ottenne il miglior piazzamento il 2 marzo 1996 a Narvik in slalom gigante (14ª), alla sua terza e ultima gara nel massimo circuito internazionale. Si ritirò durante la stagione 1997-1998 e la sua ultima gara fu uno slalom speciale universitario disputato il 7 febbraio a Santa Fe; non prese parte a rassegne olimpiche o iridate.

## Palmarès

### Coppa del Mondo
- Miglior piazzamento in classifica generale: 93ª nel 1996

### Campionati norvegesi
- 1 medaglia (dati dalla stagione 1994-1995):
  - 1 argento (slalom gigante nel 1996)